# Notiocharis insignis
Notiocharis insignis är en tvåvingeart som beskrevs av Eaton 1913. Notiocharis insignis ingår i släktet Notiocharis och familjen fjärilsmyggor.
Artens utbredningsområde är Seychellerna. Inga underarter finns listade i Catalogue of Life.